# Andrène de Carlinville
Andrena carlini
Espèce
L'Andrène de Carlinville (Andrena carlini) est une espèce d'andrènes de la famille des Andrenidae. Cette espèce est présente en Amérique du Nord,,.